# Записки о «Следующем небу» и «Уничтожающей драконов» (фильм, 1978)
«Записки о „Следующем небу“ и „Уничтожающей драконов“» (иер. трад. 倚天屠龙记, упр. 倚天屠龙记, кант.-рус.: И тхинь тхоу лун кэй, англ. Heaven Sword and Dragon Sabre) — гонконгский фильм с боевыми искусствами с участием Дерека И. Экранизация одноимённого романа Цзинь Юна. Другое название ленты — «Меч Небес и сабля Дракона» (англ. Heaven Sword and Dragon Sabre).

## Сюжет
Мальчик Чжан Уцзи ранен «замораживающей ладонью», из-за чего в его теле находится яд. Долгие годы помощи лекаря не привели к исцелению, а лишь отложили смерть парня. Путешествуя на воле оставшиеся два года жизни, Уцзи случайно оказывается в отдалённом месте, где ему удаётся полностью исцелиться и изучить давно утерянную технику кунг-фу. Уцзи оказывается вовлечённым в войну кланов, в результате чего становится лидером одного из них, а затем пытается найти и разобраться с теми, кто подставил его клан, истребив членов соседних сект.

## Исполнители ролей
В фильме засветились более тридцати персонажей романа Цзинь Юна:
- Ло Ле — Се Сюнь[кит.]
- Дерек И — Чжан Уцзи[англ.]
- Кэндис Ю[англ.] — Чжоу Чжижо[англ.]
- Карен Чань[кит.] — Ян Бухуэй[кит.]
- Лю Хуэйлин — Цзи Сяофу[кит.]
- Нгай Фэй — Инь Лихэн[кит.]
- Вон Юн[кит.] — Ян Сяо
- Кэнди Вэнь[кит.] — Инь Ли
- Чен Лайфон — Сяочжао[кит.]
- Хелен Пхунь[кит.] — Чжу Цзючжэнь[кит.]
- Ку Куньчун[кит.] — Сун Циншу
- Норман Чхёй[фр.] — Вэй Исяо[кит.]
- Юнь Ва[англ.] — Лэн Цянь[кит.]
- Тхинь Чхин — Юаньчжэнь (Чэн Кунь)[кит.]
- Фрэнки Вэй[кит.] — Фань Яо[кит.]
- Цзин Ли[англ.] — Чжао Мин
- Чён Ин[англ.] — Чжан Саньфэн
- Хонь Куокчхой — Кунсян
- Ван Лай[кит.] — наставница Ме Цзюэ[кит.]
- Цзин Мяо — Инь Тяньчжэн[кит.]
- Лам Файвон — Чжоу Дянь[кит.]
- Ян Чжицин — Шобудэ
- Цзян Нань[кит.] — монах Пэн[кит.]
- Кён Хонь — даос Железная Шапка[кит.]
- Стефан Ип[кит.] — Чан Юйчунь
- Ын Мантат — Ху Цинню[кит.]
- Чён Вайи — Ван Наньгу
- Джейми Лук — Юй Ляньчжоу[кит.]
- Сиу Юклун — Юй Дайянь[кит.]
- Нг Хонсан — Чжан Сунси[кит.]
- Тан Такчхён — Мо Шэнгу[кит.]
- Чжань Сэнь[англ.] — Хэ Тайчун[кит.]
- Дик Вэй[комм. 4] — Вэй Би
- Тереза Ха[кит.] — бабушка Золотой Цветок (Дайцисы)[кит.]
- Сам Лоу[кит.] — Мо Лао (Хэ Бивэн)[кит.]
- Ву Вантат — настоятель монастыря Шаолинь

## Сборы в прокате
Выход ленты на большие экраны Гонконга произошёл 19 октября 1978 года. По итогам восьми дней проката картина заработала 1 382 611,3 HK$, тем самым провалившись в прокате Гонконга. Однако фильм оказался коммерчески успешным в кинопрокате Тайваня.

## Восприятие
Фильм получил средние оценки кинокритиков. Большая часть претензий относилась к запутанному сюжету фильма с большим количеством персонажей, что представляется сложным для того, чтобы разобраться.

## Комментарии
1. ↑  В титрах обозначен как Цинь Юй (秦雨).
2. ↑  Имеется в виду меч «Следующий небу» и сабля «Уничтожающая драконов».
3. ↑  Перечень актёров и соответствующих ролей составлен по титрам фильма.
4. ↑  В титрах обозначен как Ту Лун (屠龍).